# Чара
Чара је насељено место у саставу града Корчуле, на острву Корчули, Дубровачко-неретванска жупанија, Република Хрватска.

## Историја
До територијалне реорганизације у Хрватској налазила се у саставу старе општине Корчула.

## Становништво
На попису становништва 2011. године, Чара је имала 616 становника.
| Број становника по пописима | Број становника по пописима | Број становника по пописима | Број становника по пописима | Број становника по пописима | Број становника по пописима | Број становника по пописима | Број становника по пописима | Број становника по пописима | Број становника по пописима | Број становника по пописима | Број становника по пописима | Број становника по пописима | Број становника по пописима | Број становника по пописима | Број становника по пописима |
| --------------------------- | --------------------------- | --------------------------- | --------------------------- | --------------------------- | --------------------------- | --------------------------- | --------------------------- | --------------------------- | --------------------------- | --------------------------- | --------------------------- | --------------------------- | --------------------------- | --------------------------- | --------------------------- |
| 1857                        | 1869                        | 1880                        | 1890                        | 1900                        | 1910                        | 1921                        | 1931                        | 1948                        | 1953                        | 1961                        | 1971                        | 1981                        | 1991                        | 2001                        | 2011                        |
| 349                         | 380                         | 398                         | 499                         | 602                         | 668                         | 721                         | 675                         | 706                         | 744                         | 636                         | 661                         | 669                         | 797                         | 566                         | 616                         |

Напомена: Од 1857. до 1910. исказивано под именом Кчара.

### Попис1991.
На попису становништва 1991. године, насељено место Чара је имало 797 становника, следећег националног састава:
| Попис 1991.‍  | Попис 1991.‍  | Попис 1991.‍ | Попис 1991.‍ | Попис 1991.‍ |
| ------------ | ------------ | ----------- | ----------- | ----------- |
|              |              |             |             |             |
| Хрвати       | Хрвати       |             | 742         | 93,09%      |
| Југословени  | Југословени  |             | 5           | 0,62%       |
| Словенци     | Словенци     |             | 5           | 0,62%       |
| Муслимани    | Муслимани    |             | 3           | 0,37%       |
| Срби         | Срби         |             | 2           | 0,25%       |
| Црногорци    | Црногорци    |             | 2           | 0,25%       |
| остали       | остали       |             | 4           | 0,50%       |
| неопредељени | неопредељени |             | 1           | 0,12%       |
| регион. опр. | регион. опр. |             | 3           | 0,37%       |
| непознато    | непознато    |             | 30          | 3,76%       |
| укупно: 797  |              |             |             |             |